# Trịnh Tri Thường
Trịnh Tri Thường (tiếng Hàn: 정지상; Hanja: 鄭知常; Romaja: Jeong Ji-Sang; ? - 1135), tên thật Trịnh Chi Nguyên (tiếng Hàn: 정지원; Hanja: 鄭之元), tự Nam Hồ (tiếng Hàn: 남호; Hanja: 南湖), là quan viên, nhà thơ nhà Cao Ly trong lịch sử Triều Tiên. Ông được coi là "thánh thủ" về tả cảnh, có nhiều câu thơ hay được người đời truyền tụng.

## Tiểu sử
Trịnh Tri Thường quê ở Tây Kinh, Cao Ly. Năm 1114, ông đỗ Cập đệ khoa văn, rồi trải các chức quan Tả chính ngôn, Tả ty gián, Hàn lâm học sĩ Tri chế cáo. Ông là người tinh thông Dịch học, Phật điển, thơ văn thiền, thư hoạ, với triết học Lão-Trang ông đã có nghiên cứu rất sâu.